# NGC 3987
NGC 3987 is een spiraalvormig sterrenstelsel in het sterrenbeeld Leeuw. Het hemelobject werd op 6 april 1785 ontdekt door de Duits-Britse astronoom William Herschel.

## Synoniemen
- UGC 6928
- MCG 4-28-99
- ZWG 127.110
- IRAS 11547+2528
- PGC 37591